# Sabine Devooght
Sabine Devooght (Brugge, 24 april 1986) is een Belgisch badmintonster.

## Levensloop
Devooght werd in 2007 samen met Nathalie Descamps Belgisch kampioene bij de 'dames dubbel' en in 2012 met Frédéric Gaspard bij de 'gemengd dubbel'. In 2013 speelde ze samen met Nathan Vervaeke de finale van de 'gemengd dubbel' van de Cyprus International. Het duo moest evenwel hun meerdere erkennen in het Welshe duo Sarah Thomas en Oliver Gwilt.
Ze heeft een relatie met Frédéric Gaspard, met wie ze de Tongerse Badiator Academy oprichtte.

## Palmares

### BWF International Challenge/Series
Gemengd dubbel
| Jaar | Toernooi             | Partner         | Tegenstander              | Score        | Resultaat |
| ---- | -------------------- | --------------- | ------------------------- | ------------ | --------- |
| 2013 | Cyprus International | Nathan Vervaeke | Oliver Gwilt Sarah Thomas | 10-21, 17-21 | Zilver    |